# Alhal, Shorapur
Alhal là một làng thuộc tehsil Shorapur, huyện Gulbarga, bang Karnataka, Ấn Độ.